# جوي كورتيس
جوي كورتيس (9 أبريل 1925 - 13 مايو 2004) هو ملاكم أمريكي.